# Jacob van Strij
Jacob van Strij (Dordrecht, 2 ottobre 1756 – Dordrecht, 4 febbraio 1815) è stato un pittore olandese.

## Biografia
Fu un pittore animalista, paesaggista ed incisore (scuola olandese). Discepolo del pittore André C. Lens ad Anversa, nei suoi paesaggi s'ispirò sovente alla maniera dei grandi maestri olandesi quali Hobbema, Paul Potter e del Cuyp che come lui era nativo di Dordrecht; sue opere sono conservate in molti musei tra i quali Amiens ("Paesaggio con animali"), Amsterdam ("Crepuscolo, in cammino verso il mercato"), Boston ("Paesaggio con bestiame").